# Thelidium pyrenophorum
Thelidium pyrenophorum är en lavart som först beskrevs av Erik Acharius, och fick sitt nu gällande namn av William A. Mudd. Thelidium pyrenophorum ingår i släktet Thelidium, och familjen Verrucariaceae. Enligt den finländska rödlistan är arten sårbar i Finland. Arten är reproducerande i Sverige. Artens livsmiljö är kalkstensklippor och kalkbrott, inklusive bar kalkjord.